# Carminho
Carminho, pseudonimo di Maria do Carmo de Carvalho Rebelo de Andrade (Lisbona, 20 agosto 1984), è una cantante e compositrice portoghese.

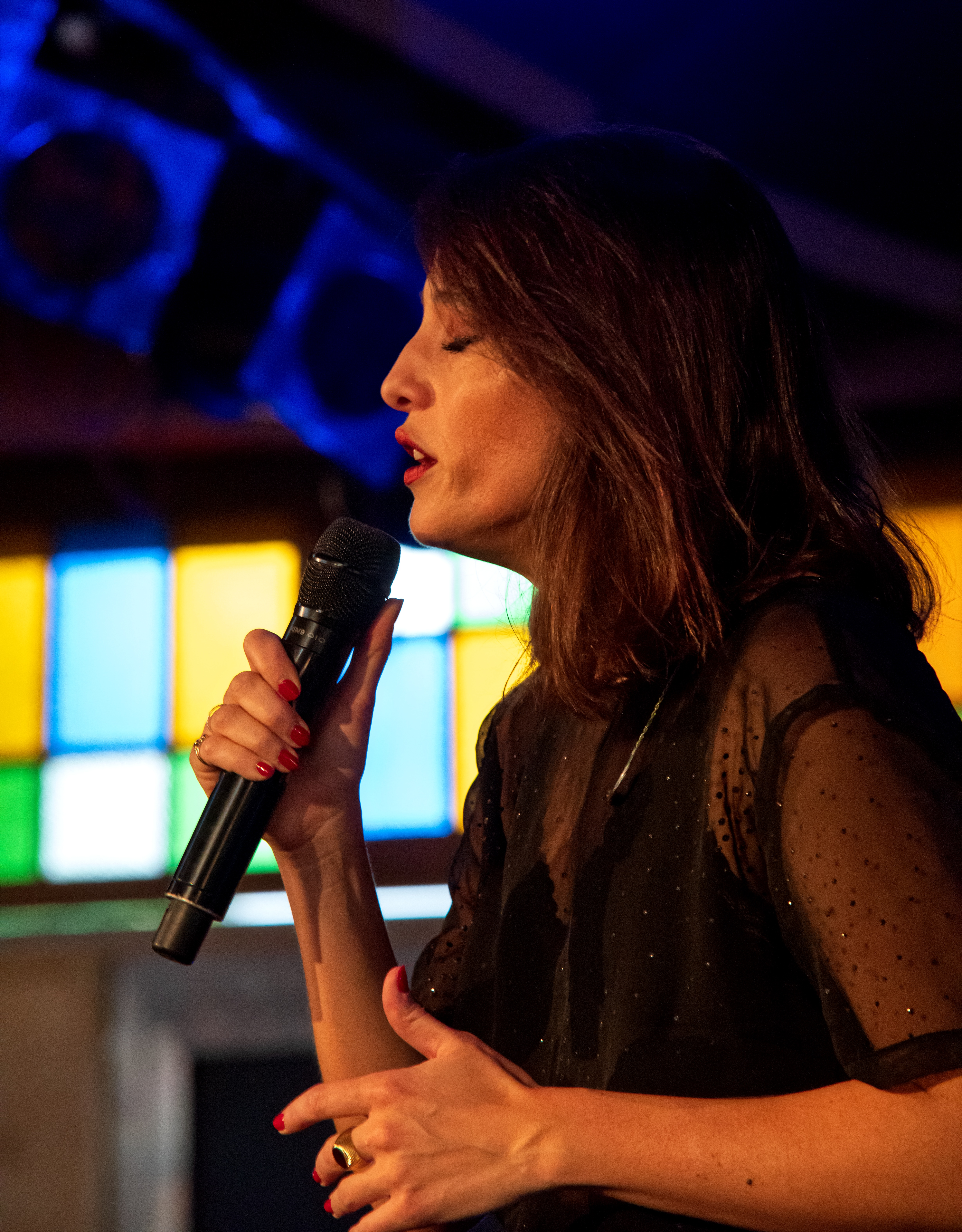
Carminho Zelt-Musik-Festival nel 2018 a Freiburg Friburgo in Brisgovia, Germania

Figlia della fadista Teresa Siqueira, è considerata una tra le più talentuose e innovatrici cantanti di fado della sua generazione. Interpreta anche altri generi musicali, come la musica popolare portoghese, la música popular brasileira, il jazz, il pop e il rock.

## Biografia
Nacque il 20 agosto del 1984, a Lisbona, figlia di Nuno Maria Bello Rebelo de Andrade e di Maria Teresa da Câmara de Siqueira Archer de Carvalho, cantante portoghese di fado.
All'età di due anni la sua famiglia si trasferisce in un piccolo villaggio dell'Algarve, dove si abitua ad ascoltare gli album di sua madre, sua principale ispirazione musicale, così come altri cantanti di fado che i suoi genitori ascoltavano e cantavano. «Mi ricordo di aver assistito a serate di fado a casaː ho delle fotografie, di quando ero molto piccola, in pigiama, in braccio a mio padre, avevo quattro o cinque anni, c'erano dei violinisti e mia madre che cantava» ricordò la cantante in una intervista. Venne introdotta alla musica brasiliana con l'ascolto di colonne sonore di diverse telenovelas, soprattutto attraverso le canzoni di Chico Buarque, Elis Regina, Milton Nascimento, Tom Jobim e Vinícius de Morais. Compiuti dodici anni la famiglia ritorna a Lisbona. Inizialmente abitano nel Bairro Alto, ma poco dopo si trasferirono al Campo de Ourique.
È in quel periodo che sua madre decide di prendere in gestione la Casa de Fados, A Taverna do Embuçado, che appartenne a João Ferreira Rosa. Situata in un altro quartiere popolare di Lisbona, Alfama, più precisamente nella Travessa do Embuçado, Carminho entra in contatto in quello spazio con alcuni dei principali interpreti del Fado, come João Ferreira Rosa, João Braga, Carlos Zel o Camané. In una festa organizzata al Coliseu dos Recreios, la giovane stessa chiederà ai genitori di cantare. "Ho detto che volevo cantare, ma mio padre mi disse di no, perché non voleva fare figuracce. Ma ho insistito, così lui disse che potevo cantare solo se Paquito, che in quel periodo suonava all'embuçado, avesse approvato. Paquito, il chitarrista della taverna, si rese conto che sapevo reggere il tempo ed ero intonata: "Perché non dovresti farla cantare? disse, riferendosi al padre". Volevo cantare il Fado do Embuçado e nient'altro, e riuscì a cantarlo. Mi adoravano, perché era come avere una mascotte, una bambina dalla gonna svolazzante che cantava il Fado do Embuçado. A partire da quel momento, ogni volta che vi era una giornata particolare mia madre mi portava all'Embuçado", racconta. A partire dai 15 anni, Carminho iniziò a cantare regolarmente nella Casa de Fado di famiglia. Parallelamente all'attività come fadista, Carminho si è diplomata in Marketing e Pubblicità presso lo IADE di Lisbona.

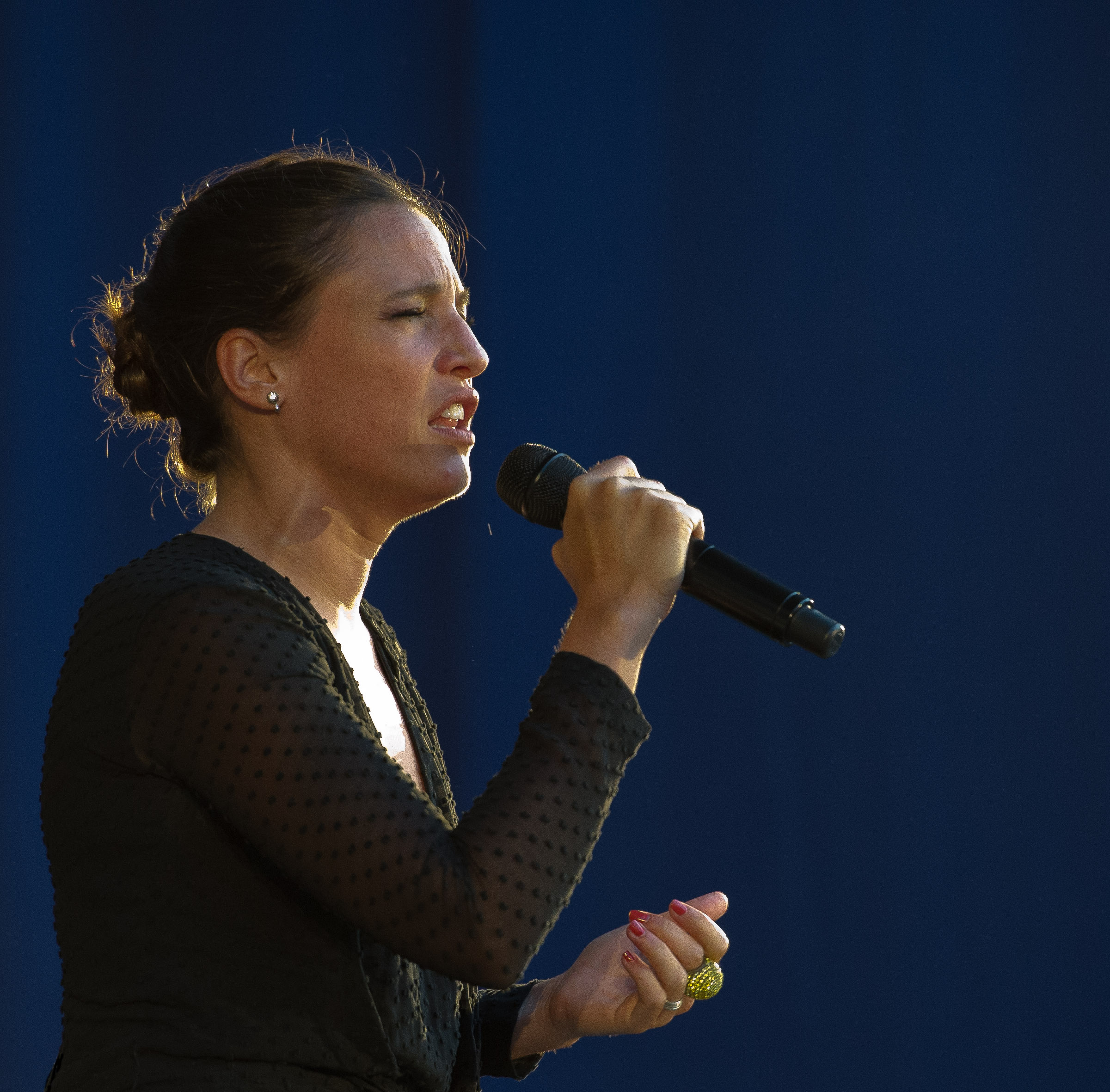
Carminho dal vivo al Palmengarten di Francoforte nel 2012

Carminho ha cantato in diverse case di fado come, A Taverna do Embuçado, Petisqueira de Alcântara e Mesa de Frades. È stata in Svizzera durante i quindici giorni dedicati al Portogallo e ha collaborato, nel 2003, con il gruppo Tertúlia de Fado Tradicional incidendo quattro canzoni, Toca pr'á unha, O vento agitou o trigo, Fado pombalinho e O fado da Mouraria, contenute nell'album, Saudades do Fado.
Ha partecipato negli spettacoli della Fiera del Toro realizzati nel 2003 e 2004 a Santarém, mentre alle cerimonie di adesione di Malta all'Unione Europea si esibì sull'isola, su invito dell'Ambasciata Portoghese.
Nel 2005 canta al Teatro Camões, offerto dal presidente della Turchia al presidente Jorge Sampaio. Ancora nel 2005 riceve il prémio Amália, nella categoria Revelação Feminina.
Nel 2006 collabora alle registrazioni del disco, O Terço Cantado, ricevendo la benedizione apostolica di Papa Benedetto XVI. Le canzoni sono di Ramon Galarza, mentre le voci sono dei fratelli, Carmo Rebelo de Andrade e Francisco Rebelo de Andrade, partecipanti del programma Operação Triunfo e Festival RTP da Canção.
Nel 2007 partecipa al film Fados di Carlos Saura. Il disco con la colonna sonora include il singolo, Casa de Fados con la partecipazione di Vicente da Câmara, Maria da Nazaré, Ana Sofia Varela, Carminho, Ricardo Ribeiro e Pedro Moutinho.
Nel maggio del 2008 partecipa ad un concerto di Tiago Bettencourt, esibendosi anche nella Casa da Música, nell'Expo Zaragoza 2008. Viene invitata allo spettacolo commemorativo dei 45 anni di carriera di Carlos do Carmo, nel Pavilhão Atlântico. In quello stesso anno interpreta, Gritava contra o silêncio, estratto del racconto di Sophia de Mello Breyner Andersen, nel primo disco di inediti di João Gilberto.
Nel 2009 viene segnalata dal sito Cotonete come rivelazione dell'anno. Il disco di esordio Fado, venne pubblicato il 1º giugno del 2009.
Partecipa nella campagna del 2011 del Pirilampo Mágico, incidendo la canzone, Ser feliz con Ney Matogrosso. È uno dei personaggi famosi ad essere stati invitati per il disco, Os fados e as canções do Alvim di Fernando Alvim. Collabora anche con Pablo Alborán nel tema di grande successo in Spagna e Portogallo, Perdonáme, ed anche in Lusa di Pedro Luís.
Nel marzo del 2012 pubblica il suo secondo disco, Alma. L'edizione brasiliana include i duetti con Chico Buarque, per il brano, Carolina, Milton Nascimento, per il brano, Cais, e Nana Caymmi per il brano, Contrato de separação. L'album Canto viene pubblicato nel 2014. Il disco vede la partecipazione di Marisa Monte. iL 27 gennaio del 2015 venne nominata Commendatrice dell'Ordem do Infante D. Henrique.

## Discografia

### Album
- 2009 - Fado
- 2012 - Alma
- 2014 - Canto
- 2016 - Carminho canta Tom Jobim

### Singoli
- 2011 -  Pirilampo mágico 25 anos - Ser feliz (con Ney Matogrosso)

### Collaborazioni
- 2003 - Tertúlia de Fado Tradicional Saudades do Fado con i brani Toca pr'á unha, O vento agitou o trigo, Fado pombalinho e O fado da Mouraria
- 2006 - O terço cantado
- 2007 - Carlos Saura Casa de Fados
- 2008 - João Gil Gritava contra o silêncio
- Biografia do fado - Escrevi teu nome no vento
- 2008 - As minhas penas (Fado perseguição)
- 2009 - Rão Kyao Noite gosta de mim/Fado de Rua - Cantiga do ladrão
- 2010 - Café Poesia 2010
- 2011 - Pablo Alborán Perdonáme
- 2011 - Fernando Alvim Meu amor vem ver o rio
- 2012 - Pedro Luis Lusa
- 2013 - Carlos do Carmo Lisboa oxalá
- 2014 - Alceu Valença Recife
- 2014 - Marisa Monte Chuva no mar
- 2015 - Elba Ramalho Nos ares de Lisboa - Um passarinho enganador
- 2016 - HMB O amor é assim
- 2016 - Danças Ocultas

## Riconoscimenti
- 2013 - Prémio Carlos Paredes